# Prolasius nitidissimus
Prolasius nitidissimus är en myrart som först beskrevs av Andre 1896.  Prolasius nitidissimus ingår i släktet Prolasius och familjen myror. Inga underarter finns listade i Catalogue of Life.

## Bildgalleri

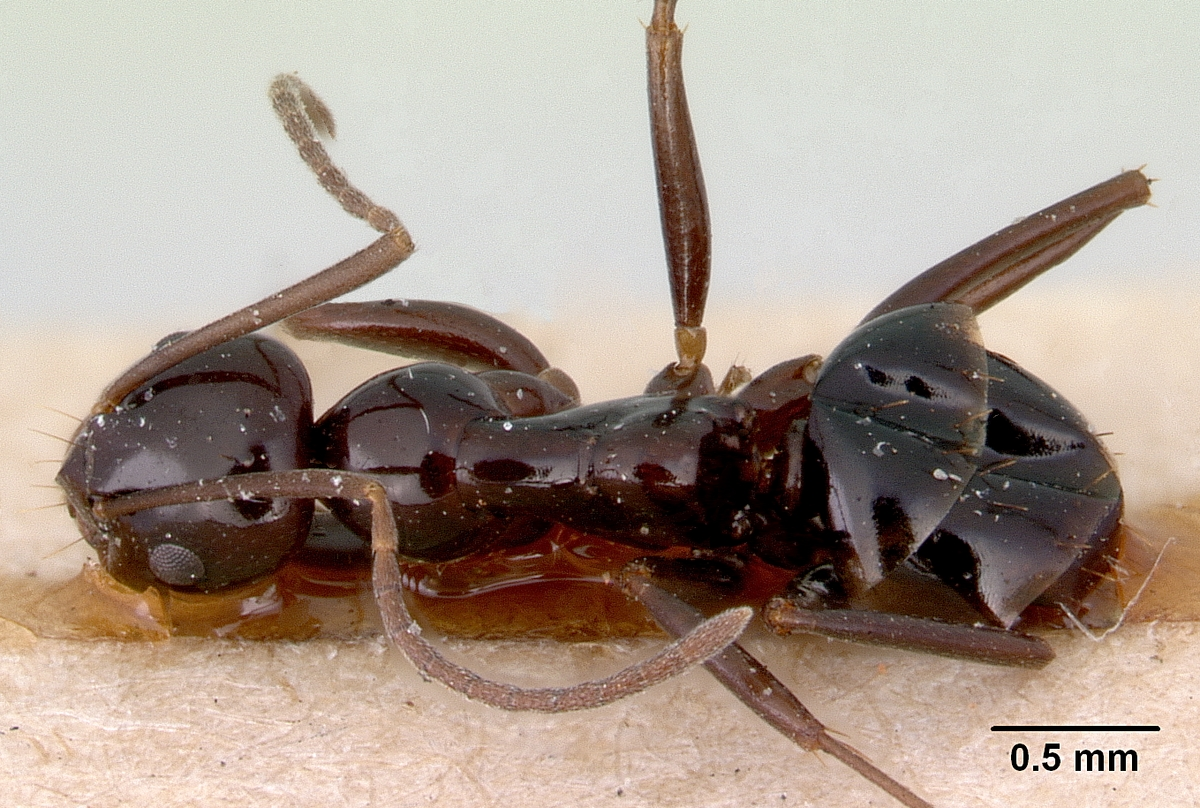
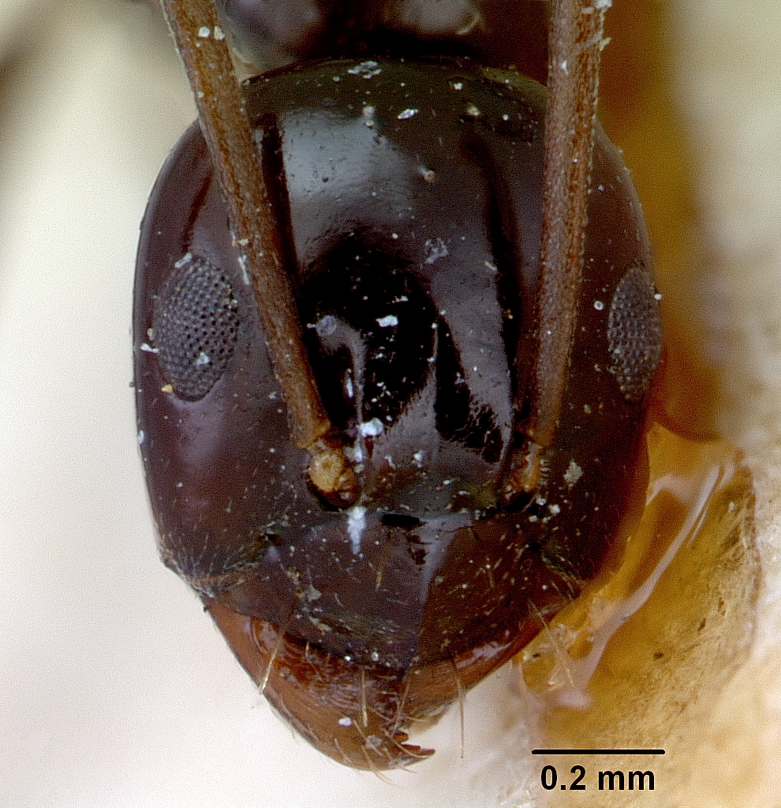
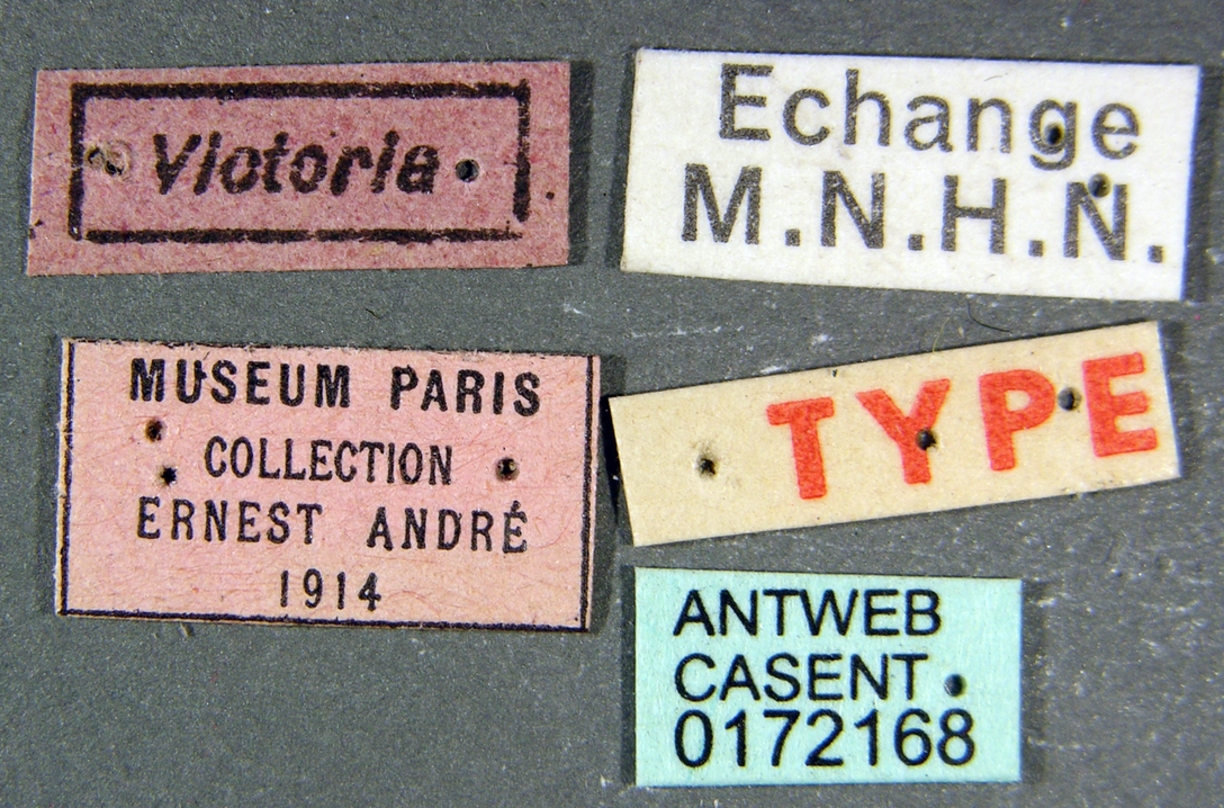
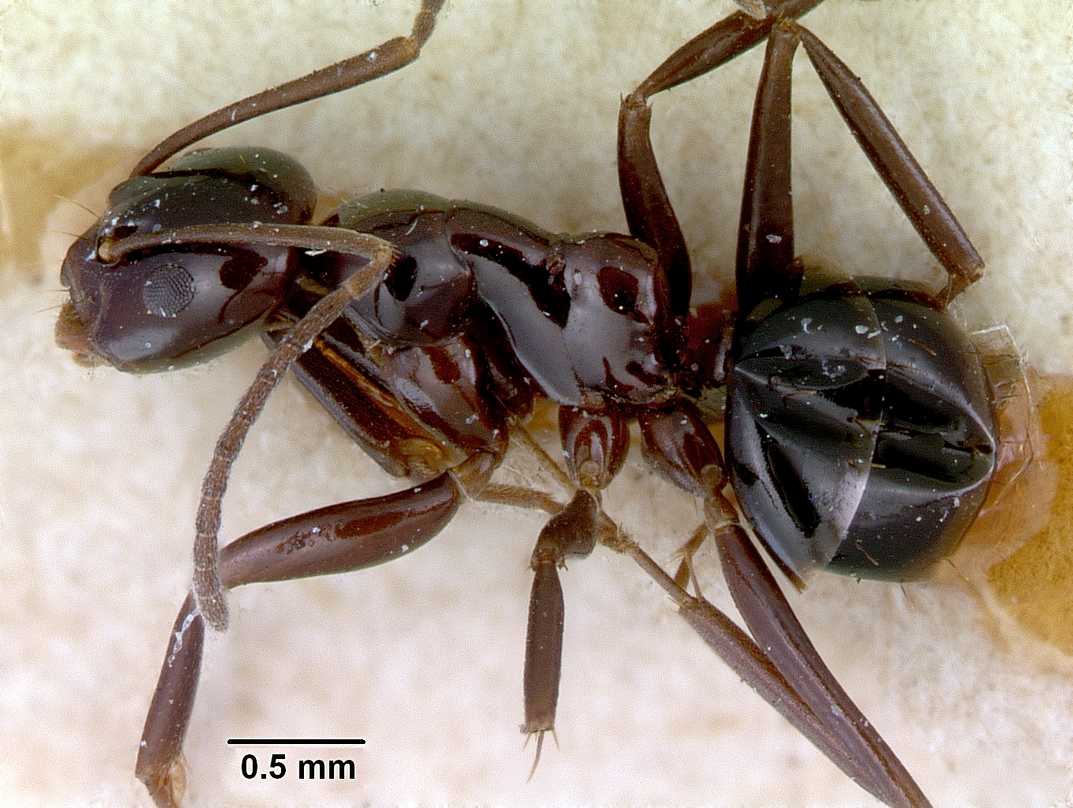
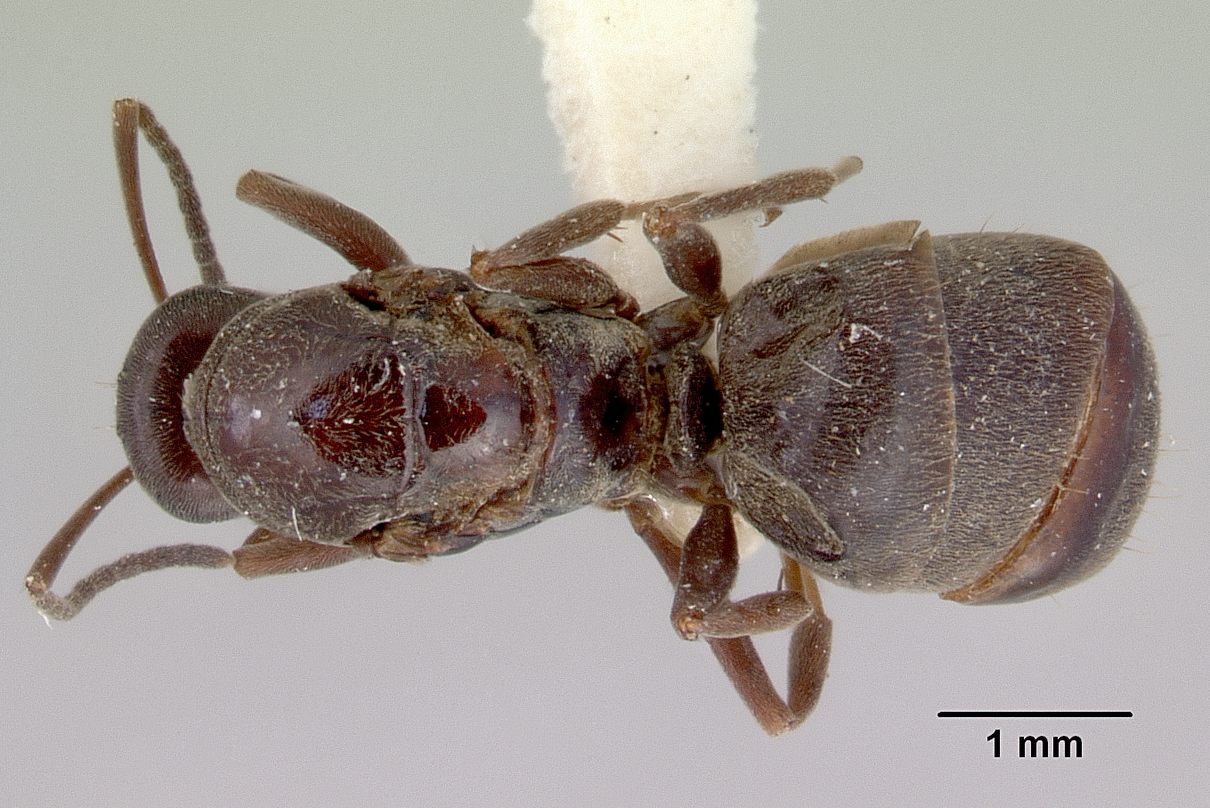
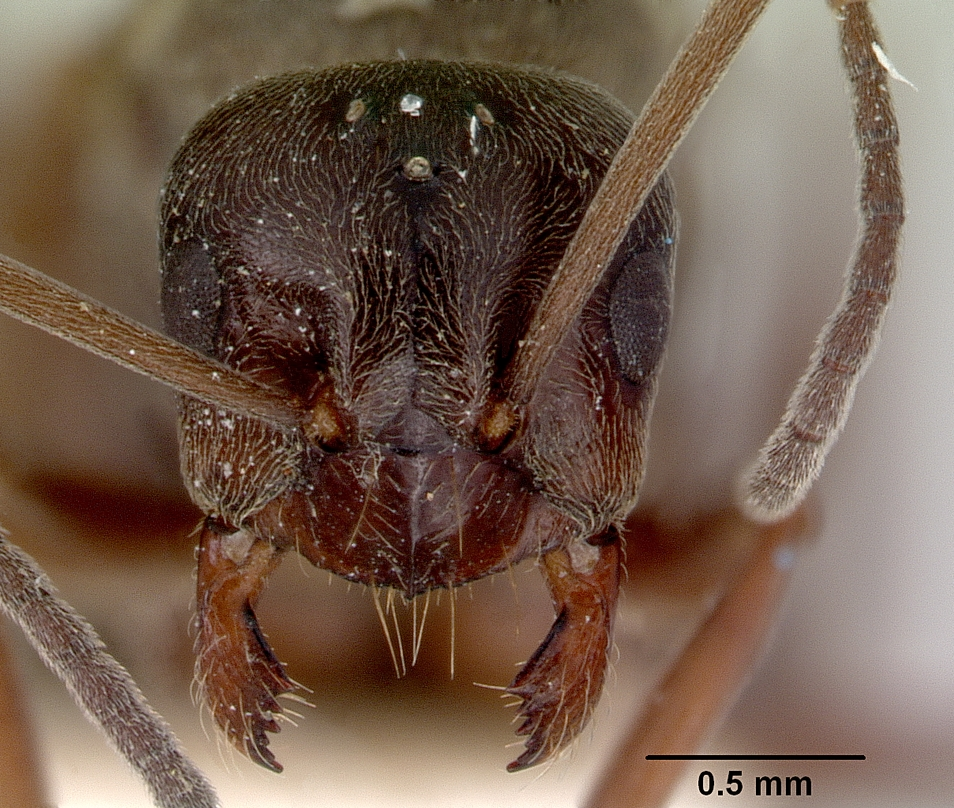